# Glyptodon
A glyptodon vagy glyptodont, egy óriási tatu, a pleisztocén során Amerikában élt növényevő páncélos emlősök neme, amelyhez több faj is tartozott (például Glyptodon clavipes). A glyptodon név görög eredetű kifejezés: „rovátkolt fogú”-t jelent.

## Megjelenése
Alakja és mérete szokatlan lenne a mai emlősök között: leginkább egy „bogárhátú” Volkswagen-re hasonlított. A magassága kb. 1,5 méter, a hossza kb. 3,3 méter, a tömege pedig 2 tonna lehetett. A hátán 2,5 cm vastag, merev páncélt hordott, amely összefüggő volt, mint a teknősöké. Azonban a teknősöktől eltérően a fején is sisakszerű páncélt viselt. Páncéljának össztömege így a testtömeg 20%-a lehetett. A mai tatukhoz hasonlóan, viszonylag hosszú (szintén páncélozott) farka volt, amelynek végén azonban buzogányszerű tüskés golyó volt. Ezt valószínűleg a ragadozók ellen, illetve az egymás közötti küzdelmek során használták; feltehetően igen nagyot tudtak vele ütni. Egyesek szerint tapír-szerű ormányuk lehetett.

## Életmódja

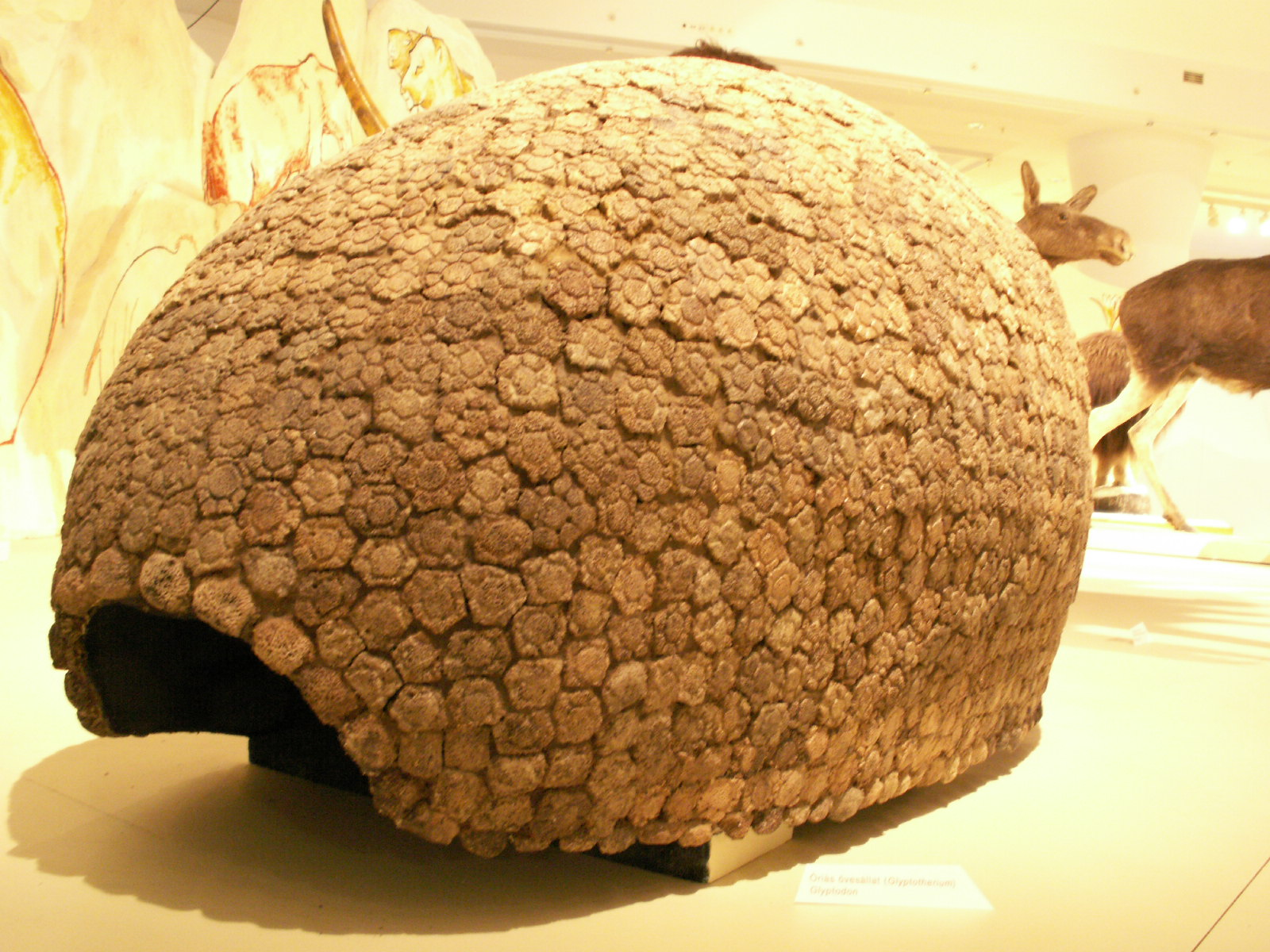
Glyptodon páncél, Magyar Természettudományi Múzeum

Lassú mozgású, békés növényevő állatok lehettek. Nem valószínű, hogy 2–3 km/óra sebességnél gyorsabban tudtak mozogni. Fogazatukból ítélve pedig durva növényi táplálékot fogyasztottak, amelyet szinte megőröltek lapos, barázdált fogaikkal. Természetes ellensége talán a kardfogú tigris lehetett, amely fiatal példányokat ejthetett el közülük: valószínűleg felborítva és a védtelen hasi oldalukon ölve meg őket.

## Történet

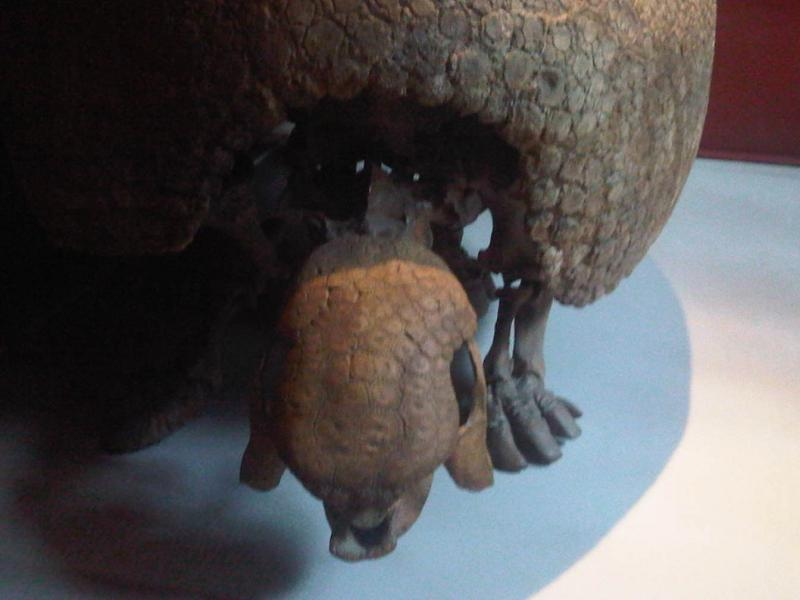
Glyptodon clavipes koponya közelebbről

Különös kinézetük ellenére méhlepényes emlősök voltak. A glyptodonok Dél-Amerikában fejlődtek ki, de a Panama-földszoros kialakulása után (kb. 2,5 millió évvel ezelőtt) eljutottak Észak-Amerika déli részére is. Fajaikat megtalálták a mai Florida, Texas, Arizona és Mexikó államok területén.
A glyptodonok az utolsó jégkorszak végével haltak ki, mintegy 10 000 évvel ezelőtt: vagyis nem sokkal a mai amerikai indiánok őseinek megérkezését követően. Elképzelhető, hogy az első indiánok túlzott vadászatának eshettek áldozatul: páncéljából talán különféle használati tárgyakat készítettek (erről bővebben: pleisztocén megafauna). Legközelebbi élő rokonai a ma Dél-Amerikában élő tatuk (más néven armadillók), de rokona volt a szintén kihalt Doedicurus clavicaudatus és az óriáslajhár is.